# 邁盧蘇
邁盧蘇是吉爾吉斯的城鎮，由賈拉拉巴德州負責管轄，位於該國西部，距離首府賈拉拉巴德約100公里，面積122.16平方公里，海拔高度800至900米，2009年人口22,853。

## 外部連結
- Webpage of Blacksmith Institute about Mailuussuu